# Václav Ertl
Václav Ertl (ur. 13 kwietnia 1875 w Dobříšu, zm. 12 lutego 1929 w Pradze) – czeski językoznawca i bohemista.
Był krytykiem puryzmu językowego. Silnie wpłynął na rozwój czeskiej teorii języka literackiego.
Pełnił funkcję redaktora naczelnego czasopisma „Naše řeč”.

## Publikacje (wybór)
- Stručné dějiny literatury české 2 (wraz z J. Vlčkem), 1909
- Gebauerova Mluvnice česká pro školy střední a ústavy učitelské 1–2, 1914
- Gebauerova Krátká mluvnice česká, 1916
- Stručná mluvnice česko-slovenská, 1919, 1924
- Čítanka pro vyšší třídy škol středních, 1922
- Gebauerova krátká mluvnice česká pro nižší třídy středních škol, 1928
- Česká mluvnice s připojenou cvičebnicí a slovníčkem pro obchodní školy (wraz z J. Gebauerem z J. Kaňką), 1929
- Časové úvahy o naší mateřštině, 1929